# Globale Jonge Groenen
Globale Jonge Groenen, in het Engels Global Young Greens (GYG) is een federatie van jonge groenen over de wereld. Het bestaat uit meer dan 90 jongerenorganisaties, waaronder de Federatie van Jonge Europese Groenen, het het Asia Pacific Young Greens Network, het Samenwerkings- en Ontwikkelingsnetwerk Oost-Europa (CDNee). GYG is een non-profitorganisatie naar Belgisch recht.